# Moreira (Monção)
Moreira is een plaats (freguesia) in de Portugese gemeente Monção en telt 709 inwoners (2001).

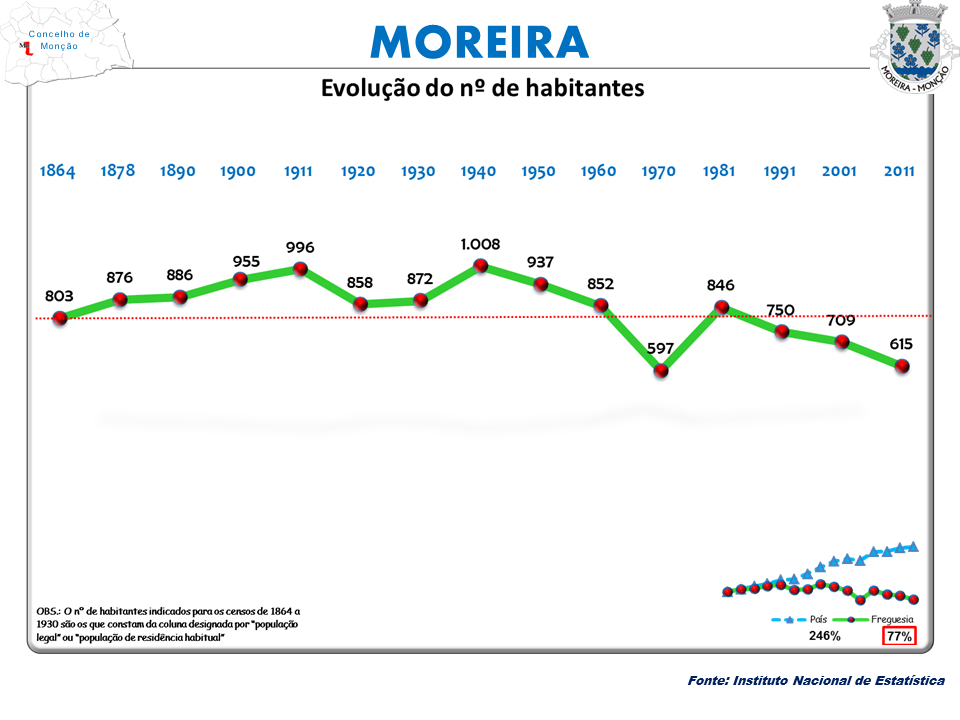
Bevolkingsontwikkeling tussen 1864 en 2011